# Яванская амадина
Яванская амадина (лат. Lonchura leucogastroides) — птица семейства вьюрковых ткачиков отряда воробьинообразных.

## Внешний вид
Длина вместе с хвостом 10,5 см. Яванские амадины окраской оперения очень схожи с номинативной формой бронзовой амадины. Передняя часть головы, горло и верхняя часть груди чёрные. Остальная верхняя часть тела светло-коричневая без пестрин на спине. Надхвостье и хвост чёрные, подхвостье и нижние кроющие хвоста коричневые. Нижняя часть тела белая, задняя часть боков черноватая. Радужка коричневая. Надклювье чёрное, подклювье серое.

## Распространение
Обитают на юге Суматры, на Яве, Бали и на острове Ломбок.

## Образ жизни
Населяют травянистые степи в непосредственной близости от человеческого жилья. Держатся и на земле, и на высоких деревьях. Питаются семенами трав, предпочитают рис. Поедают и животные корма.

## Размножение
Гнёзда строят в низком кустарнике либо прямо на крышах хижин. В кладке обычно 4—5 яиц.